# ワシントン郡区 (アイオワ州ブキャナン郡)
ワシントン郡区は、アメリカ合衆国、アイオワ州、ブキャナン郡にある16の郡区の一つである。2000年の国勢調査で、人口は4540人だった。

## 地理
ワシントン郡区は、94平方キロメートル（36.4平方マイル)で、Independence(郡庁所在地)が含まれる。非法人地域のOttervilleが、この郡区にある。アメリカ地質調査所によると、この郡区はGerman CatholicとOttervilleとSaint Johnsの3つの霊園が含まれる。